# Aspredinidae
Famille
Les Aspredinidés (Aspredinidae) forment une famille de poissons-chats (ordre des Siluriformes) d'Amérique du Sud, aussi connu sous le nom de poisson-chat banjo.

## Liste des genres
Selon World Register of Marine Species (29 octobre 2017) :
- genre Acanthobunocephalus Friel, 1995
- genre Amaralia Fowler, 1954
- genre Aspredinichthys Bleeker, 1858
- genre Aspredo Scopoli, 1777
- genre Bunocephalus Kner, 1855
- genre Dupouyichthys Schultz, 1944
- genre Ernstichthys Fernández-Yépez, 1953
- genre Hoplomyzon Myers, 1942
- genre Micromyzon Friel & Lundberg, 1996
- genre Platystacus Bloch, 1794
- genre Pseudobunocephalus Friel, 2008
- genre Pterobunocephalus Fowler, 1943
- genre Xyliphius Eigenmann, 1912